# Білиловський Кесар Олександрович
Ке́сар Олекса́ндрович Білило́вський (нар. 4 березня (20 лютого) 1859 — 28 травня 1938, за іншими даними 1934 року) — український поет, перекладач, видавець, лікар за фахом.

## Життєпис
Народився в селі Стополівці (нині с. Вознесенське Золотоніський район Черкаська область) Золотоніського повіту Полтавської губернії у родині фельдшера єврейської лікарні. Гімназійну освіту отримував у Полтаві та Дерпті. 

Кесар Білиловський

1875 року вступив на медичний факультет Дерптського університету, однак через кілька місяців переїхав до Лейпцига, де продовжив освіту у Лейпцизькому університеті, згодом навчався на медичному факультеті Віденського університету. Завершив медичну освіту в Єнському університеті.
Отримавши ступінь доктора медицини та хірургії та повернувшись до України, Кесар Білиловський не зміг дістати посади в Полтаві і 1885 р. вирушив працювати городовим лікарем до м. Петропавловська (Казахстан).
З жовтня  1892-го по січень 1899 року працював у медичному відділенні петербурзького губернського правління й медичному департаменті. Потім працював у Петрозаводську Олонецької губернії. 
У 1910 році Білиловського направили на боротьбу з епідемією холери в Криму, під час Першої світової війни він був начальником військового госпіталю у Феодосії. У Криму Кесар Білиловський залишався до 1925 року, коли його відрядили в м. Решт (Персія) лікарем амбулаторії при радянському консульстві.
Повернувшись з Персії 1932 року, жив кілька місяців у Москві, а потім переїхав до Сімферополя.

## Творча діяльність
Друкувався в галицьких журналах «Світ», «Зоря», в антологіях «Вік», «Українська Муза». Перебував у дружніх взаєминах з В. Самійленком, І. Франком, М. Мікешиним та ін. Перекладав на українську мову твори Ґете, Шиллера. Переклав німецькою мовою вірш Тараса Шевченка «Нащо мені чорні брови» (1876). Деякі поезії Білиловського набули популярності («В чарах кохання», «Вечірня пісня» та ін.).
У журналі «Зоря» опублікував статті про вшанування пам'яті Шевченка — «Поминки Шевченка в Петербурзі» (1893, № 8), «Шевченкові роковини в Петербурзі» (1894, № 7).